# 함형구
함형구(咸炯仇, 1948년 2월 15일~)는 대한민국의 전 지방자치단체장이다. 제29대 삼척군수를 역임하고 제31·32대 강원 고성군수 이력이 있다.

## 학력
- 동광농업고등학교 졸업
- 원주대학 행정학과 (전문학사)

## 역대 선거 결과
|  | 43.66% |

|  | 48.43% |

## 사건과 비판
함형구는 고성군수 재임 시절인 2007년, 아파트 등 건축물 관련 인허가를 두고 뇌물을 수수한 혐의를 받고 구속된 바 있다. 이후 2008년, 구속형을 확정 받고 군수직을 상실한다.